# Eisenbahnunfall von Mvoungouti (2001)
Bei dem Eisenbahnunfall von Mvoungouti stießen am 10. Januar 2001 in Mvoungouti etwa 30 km südlich von Dolisie in der Republik Kongo zwei Züge der Chemin de fer Congo-Océan (CFCO) zusammen. Mindestens 50 Menschen starben. Im gleichen Bahnhof hatte sich bereits am 6. September 1991 ein Unfall mit mehr als 100 Toten ereignet.

## Unfallhergang
Die beiden Güterzüge waren auf der eingleisigen Bahnstrecke zwischen Pointe-Noire und Brazzaville unterwegs. Auf deren Güterwagen reisten zahlreiche Menschen als Schwarzfahrer mit. Der eine Zug kam von Pointe-Noire und fuhr landeinwärts, der zweite kam von Dolisie. Über die Unglücksursache wurde nichts bekannt. Mindestens 50 Menschen starben, über 100 wurden darüber hinaus verletzt.